# Virihávrre
Virihávrre, enligt tidigare ortografi Virihaure, är den största sjön i nationalparken Padjelanta i Lappland. Virihávrres yta ligger 579 m ö.h. och sjöns areal är 112 km². Det största djupet är 130 m. Vid sjön ligger de två samevistena Staloluokta och Arasluokta. Tillflöde sker i huvudsak från Miellädno, Duvggejåhkå och Stálojåhkå. Sjön är oreglerad, avrinner till Vásstenjávrre och ingår i Luleälvens avrinningsområde.
Namnet kommer av lulesamiska *Vijrehávrre som är en sammandragen form av vijres 'vid(sträckt) och jávrre 'sjö'.

## Delavrinningsområde
Virihávrre ingår i delavrinningsområde (747585-153181) som SMHI kallar för Utloppet av Virihaure. Medelhöjden är 644 meter över havet och ytan är 214,24 kvadratkilometer. Räknas de 77 avrinningsområdena uppströms in blir den ackumulerade arean 1 358,57 kvadratkilometer. Vuojatädno som avvattnar avrinningsområdet har biflödesordning 2, vilket innebär att vattnet flödar genom totalt 2 vattendrag (Stora Luleälv, Luleälven) innan det når havet (Östersjön). Avrinningsområdet består mestadels av kalfjäll (42 procent). Avrinningsområdet har 113 kvadratkilometer vattenytor vilket ger det en sjöprocent på 52,7 procent.

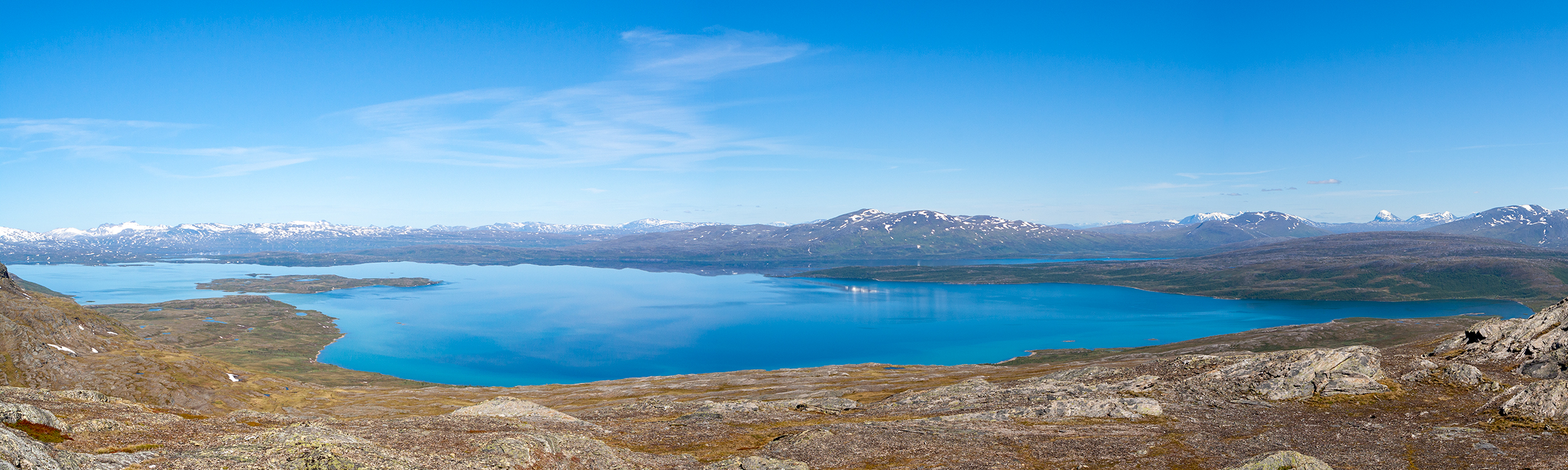
Panorama över Virihávrre från berget Lágotjåhkkå söder om sjön.
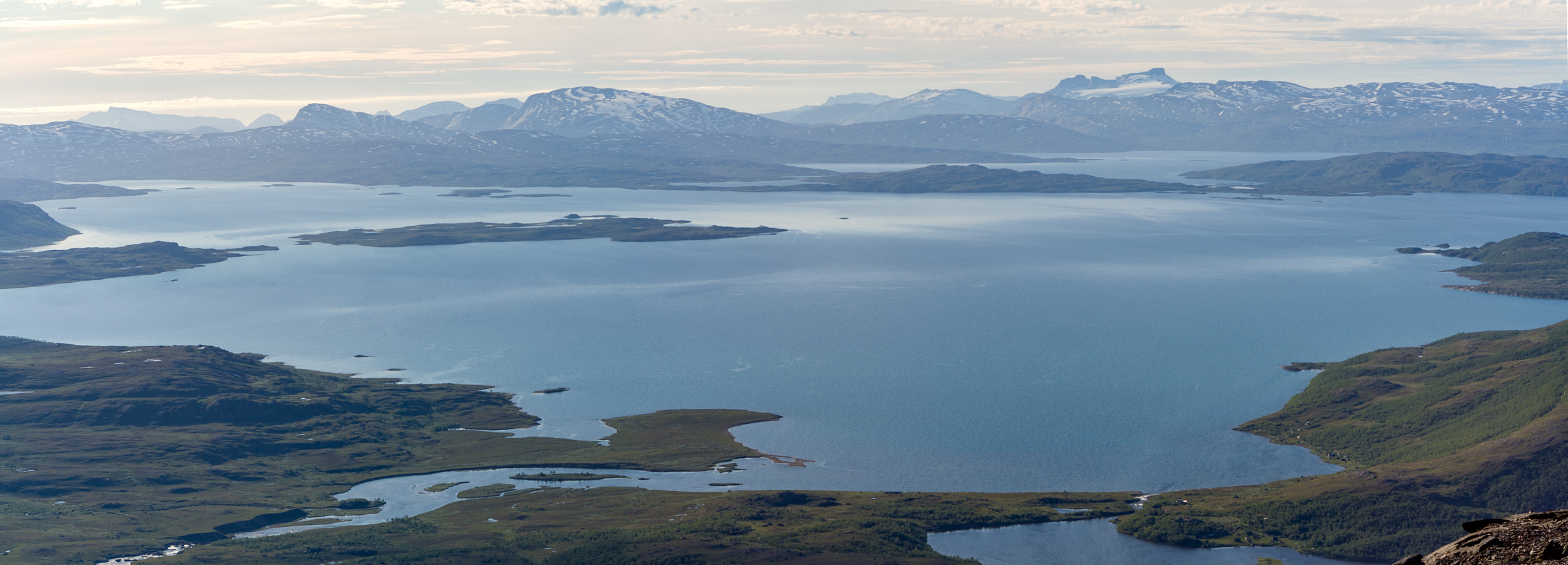
Virihávrre - vy från 1359, en topp i Gierggevárre.
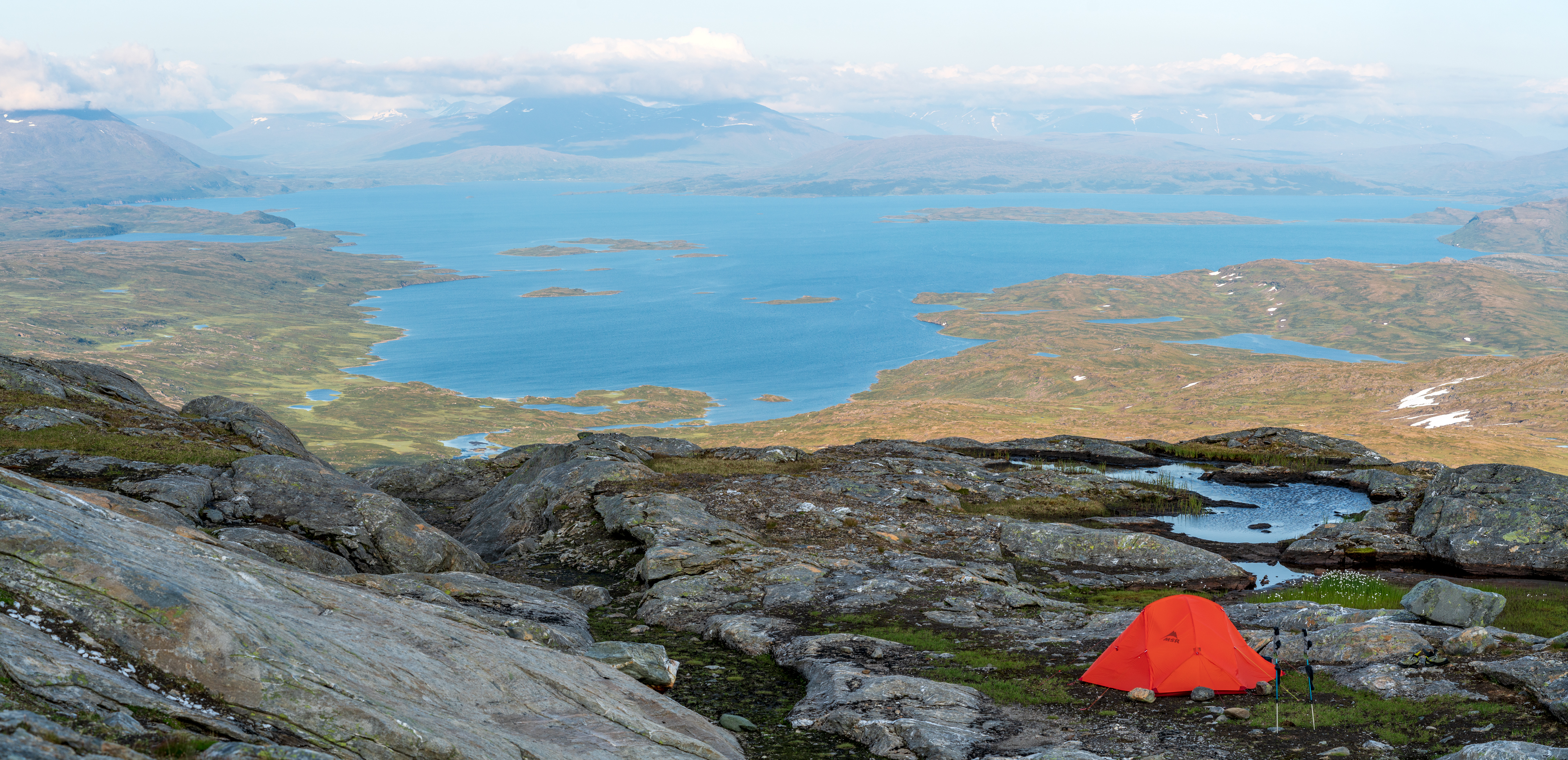
Västra Virihávrre - vy mot öster från toppen 1109 i Ráhkotjåhkkå.